# 加里寧斯基
48°1′7″N 39°35′33″E / 48.01861°N 39.59250°E
昆德留切（羅馬化：Kundriuche），2016年前名為加里宁斯基（烏克蘭語：Калінінський），是位於烏克蘭東部的鎮，由盧甘斯克州多夫然斯克區的多夫然斯克市鎮負責管轄。該鎮處於昆德留奇亞河畔，始建於1922年，面積2.19平方公里，海拔高度276米，2011年人口1,735，人口密度每平方公里792人。
2014年顿巴斯战争后为卢甘斯克人民共和国实际统治。2016年乌克兰最高拉达对此地改名为昆德留切，但卢甘斯克人民共和国仍沿用旧称。